# クルト・ベルナルド
クルト・ベルナルド（Kurt Bernard Simpson、1977年12月8日 - ）は、コスタリカの元サッカー選手。元コスタリカ代表。ポジションはフォワード。

## 経歴
2006年2月にコスタリカ代表デビュー。2006 FIFAワールドカップのメンバーにも選ばれ、グループステージ・エクアドルに出場した。2007年までに通算10試合に出場、1得点をあげた。

## 代表歴

### 出場大会
- コスタリカ代表
  - 2006 FIFAワールドカップ

### 試合数
- 国際Aマッチ 10試合 1得点（2006年-2007年）[1]

| コスタリカ代表 | 国際Aマッチ | 国際Aマッチ |
| 年             | 出場        | 得点        |
| -------------- | ----------- | ----------- |
| 2006           | 5           | 0           |
| 2007           | 5           | 1           |
| 通算           | 10          | 1           |